# László Garaczi

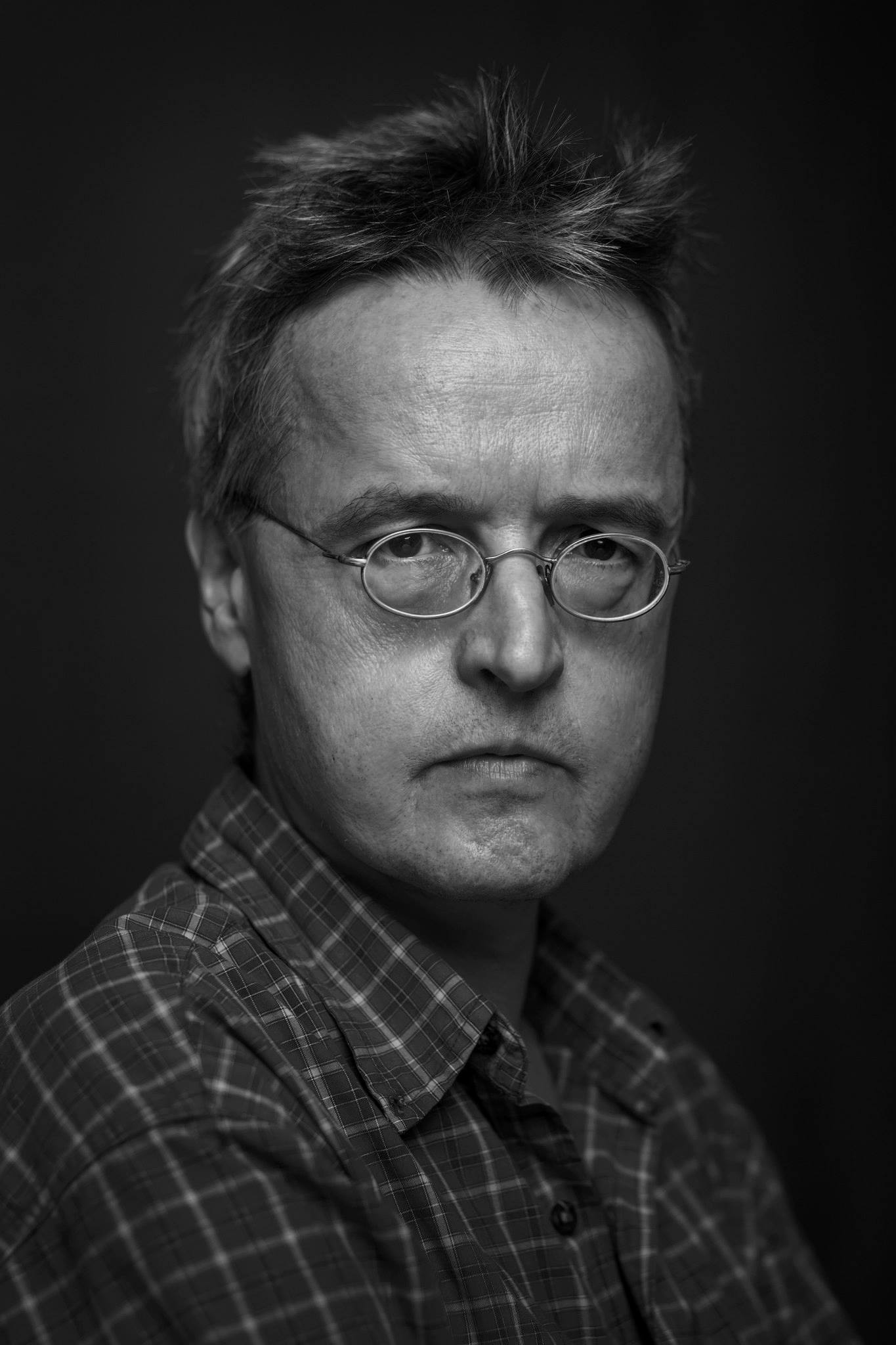
László Garaczi

László Garaczi (* 17. Juli 1956 in Budapest, Volksrepublik Ungarn) ist ein ungarischer Schriftsteller, Theaterautor und Übersetzer.

## Leben
Garaczi besuchte von 1976 bis 1981 die Ho Si Minh Tanárkepző Föiskola, die heutige Ezterházy Károly Főiskola in Eger (deutsch:Erlau), und machte 1981 dort seinen Abschluss als Pädagoge. Seit 1982 lebte er als freier Schriftsteller und Übersetzer während er gleichzeitig Philosophie studierte. Das Fach schloss er 1988 an der Budapester Loránd-Eötvös-Universität ab. Seit Mitte der 1980er Jahre erschienen einige seiner Romane auch in deutscher Übersetzung.
Von September 2014 bis August 2015 ist Garaczi Stadtschreiber von Graz.

## Preise und Auszeichnungen
- 1985: Zigmond-Móricz-Stipendium.
- 1991: Milán-Füst-Preis.
- 1992: Soros-Stipendium.
- 1996: DAAD-Stipendium.
- 1998: Gyula-Krúdy-Preis.
- 1999: Júlia Szinnyei-Preis
- 2001 und 2010: Ernő-Szep-Prämie und  Attila-József-Preis
- 2002: Sandor-Márai-Literaturpreis

## Veröffentlichungen
- Plasztik. 1985.
  - deutsch von Andrea Seidler: Plastik. Prosa. Droschl, Graz/Wien 1990, ISBN 3-85420-191-5.
- deutsch von Andrea Seidler: Tanz der Wale. drei Theaterstücke. Lana, Edition per procura, Wien 1994, ISBN 3-901118-21-7.
- Mintha élnél - Pompásan buszosuzunk! 1998.
  - deutsch von Andrea Seidler und Pál Deréky: Die wunderbare Busfahrt. Roman in zwei Teilen. Droschl, Graz/Wien 1999, ISBN 3-85420-523-6.
- Tartsd a szemed a kígyón. 1989 und Nincs alvás. 1992.
  - deutsch von Andrea Seidler und Pál Deréky: Pikasso sieht rot. Erzählungen. Droschl, Graz/Wien 2002, ISBN 3-85420-599-6.
- Prédales. 1998.
- Ambaradan. 2003.
- Gyarmati nő. 2005.
- MetaXa. 2005.
  - deutsch: MetaXa. Roman. Literaturverlag Droschl, Graz/Wien 2015, ISBN 978-3-85420-970-6.
- Arc és hátraarc (egy lemur vallomásai). 2010.
  - deutsch von György Buda Bekenntnisse eines Lemuren. Roman. Droschl, Graz/Wien 2011, ISBN 978-3-85420-785-6.[2]